# الدير (قفل شمر)

تعديل مصدري - تعديل

الدير هي إحدى قرى عزلة شمرين بمديرية قفل شمر التابعة لمحافظة حجة، بلغ تعداد سكانها 250 نسمة حسب تعداد اليمن لعام 2004.